# Niedergebra
Niedergebra ist eine Gemeinde im Landkreis Nordhausen in Thüringen. Erfüllende Gemeinde für Niedergebra ist die Stadt Bleicherode. Sie liegt zwischen den Bleicheröder Bergen und der Hainleite im Wippertal.

## Geschichte
Niedergebra wurde erstmals 1162 urkundlich erwähnt.
Die Grafen vom Hagen übten einen wesentlichen Einfluss auf den Ort und seine Entwicklung aus. Freiherr Friedrich Philipp vom Hagen (1683–1754) war Landrat der unter preußischer Herrschaft befindlichen Grafschaft Hohnstein und ließ sich 1723 bis 1735 das noch bestehende Schloss Niedergebra erbauen. Sein Sohn Freiherr Ludwig Philipp vom Hagen (1724–1771) wurde von Friedrich dem Großen zum „Wirklichen Geheimen Etats-, Kriegs- und dirigierenden Minister beim Generaldirektorium“ ernannt. Somit wurde er an die Spitze der preußischen Staatsverwaltung gestellt. Von ihm wurden wichtige Reformen und Verbesserungen in der Verwaltung durchgeführt.
Während des Zweiten Weltkrieges stellten 1944 etwa 40 KZ-Häftlinge für die Fieseler-Werke A4-Raketenteile her. Vom 1. Juli 1950 bis zum 5. Mai 1984 war Niedergebra mit Obergebra zur Gemeinde Gebra/Hainleite zusammengeschlossen. Das Herrenhaus des Ritterguts Rother Hof, ein dreigeschossiger Fachwerkbau auf Bruchsteinsockel, wurde in den 1960er Jahren abgebrochen. Vom Gut zeugen heute Scheunenreste in der Bahnhofstraße. Das gleiche Schicksal erlitten der sogenannte Dransfelder Hof sowie der Bodunger Hof, an dessen Stelle sich heute ein Spielplatz befindet.

### Bevölkerungsentwicklung
Niedergebra erreichte im Jahr 1996 seinen Bevölkerungshöchststand, als 891 Einwohner in der Gemeinde gemeldet waren. Seitdem ist die Bevölkerung um etwa ein Drittel gesunken.

## Politik
Der Gemeinderat von Niedergebra hat 8 Sitze, die nach der Kommunalwahl am 9. Juni 2024 alle von den Freien Wählern Niedergebra besetzt werden. Die Wahlbeteiligung lag bei 69,4 Prozent.
Bürgermeister ist seit 2022 Thomas Pfau, der nahezu einstimmig gewählt wurde.

## Kultur

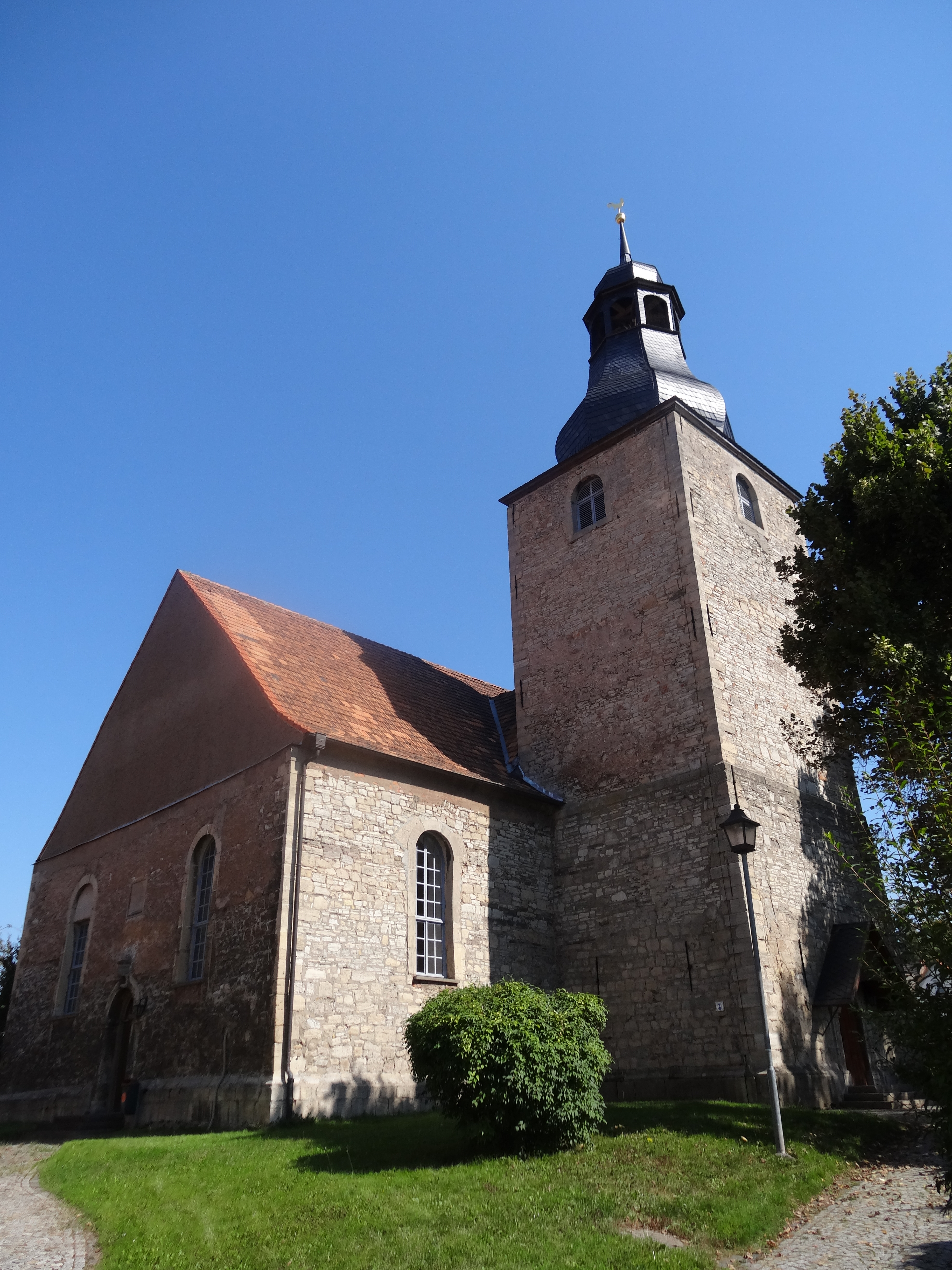
Kirche St. Nicolai

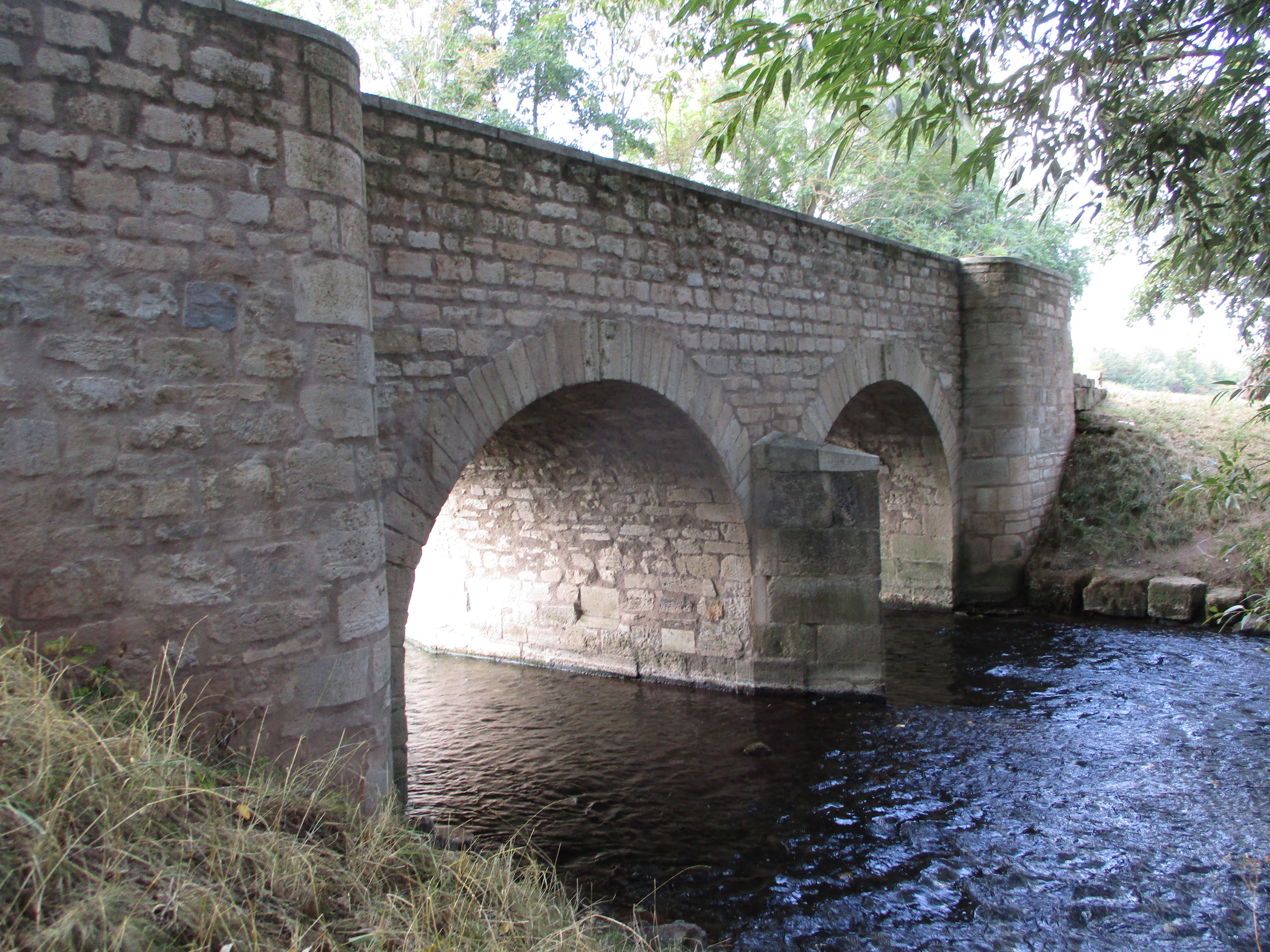
Apostelbrücke bei Niedergebra

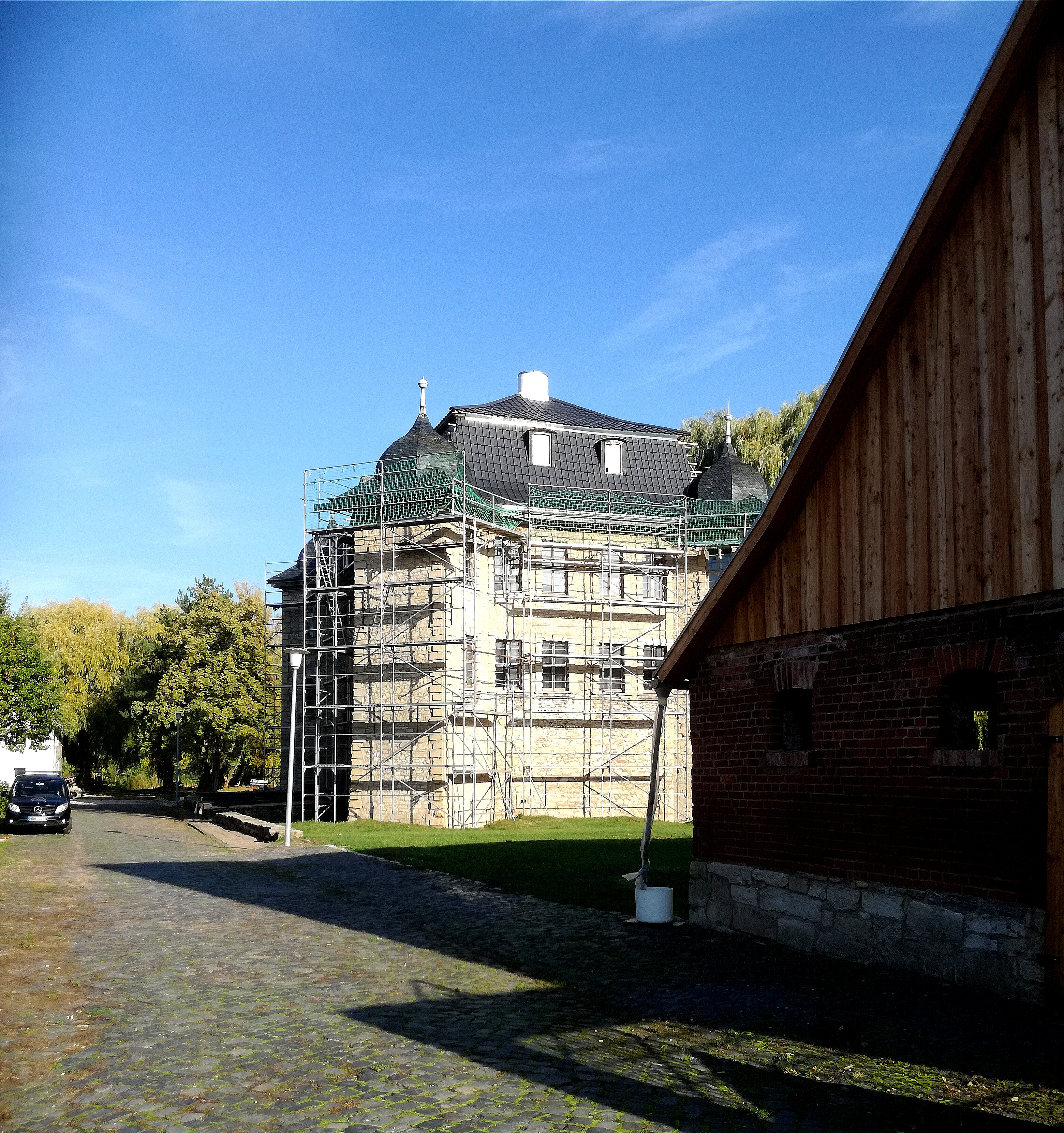
Wasserschloss

### Sehenswürdigkeiten
- Kirche St. Nicolai
- Apostelbrücke, eine der ersten befahrbaren Brücken über die Wipper, 1670 aus den Steinen des abgerissenen Hauptturmes von Amt Lohra erbaut. Der Name wird einer Sage nach auf Bonifatius zurückgeführt, welcher angeblich hier gepredigt hat. Es ist aber auch möglich, dass es sich um den abgewandelten Ausdruck von „Bosselebner“ (Pustlebener) Brücke handelt, da die Straße über die Brücke nach Pustleben führt.
- Wasserschloss in Niedergebra, erbaut 1725 bis 1732

### Vereine
- Freiwillige Feuerwehr
- Förderverein Apostelbrücke e. V.
- Kirchbauverein Niedergebra e. V.
- Lohnsteuerhilfeverein
- Männergesangverein „Harmonie“
- Schützenverein
- SV Eintracht

## Wirtschaft und Infrastruktur
Niedergebra hat keine ausgewiesenen Gewerbegebiete. Die mtm plastics GmbH betreibt ein Werk, in welchem Kunststoffabfälle recycelt werden. Ansonsten dominieren Landwirtschaft, Einzelhandel und Gastronomie.
Im Ort existieren eine Grundschule und eine Kindertagesstätte. Ein Kinderdorf in Trägerschaft des Jugendsozialwerkes Nordhausen beherbergt etwa 40 Kinder.
Niedergebra liegt direkt neben der A38 und ist über die Bahnstrecke Halle–Hann. Münden ans Schienenverkehrsnetz angeschlossen. Der Halt wird etwa stündlich von der Regionalbahn 57 von Heilbad Heiligenstadt nach Sangerhausen bedient. Im benachbarten Bleicherode besteht zudem Anschluss an den Regionalexpress 9 von Kassel nach Halle (Saale).

## Persönlichkeiten
- Egon Primas (* 1952), Mitglied des Thüringer Landtags